# Ikue Mori

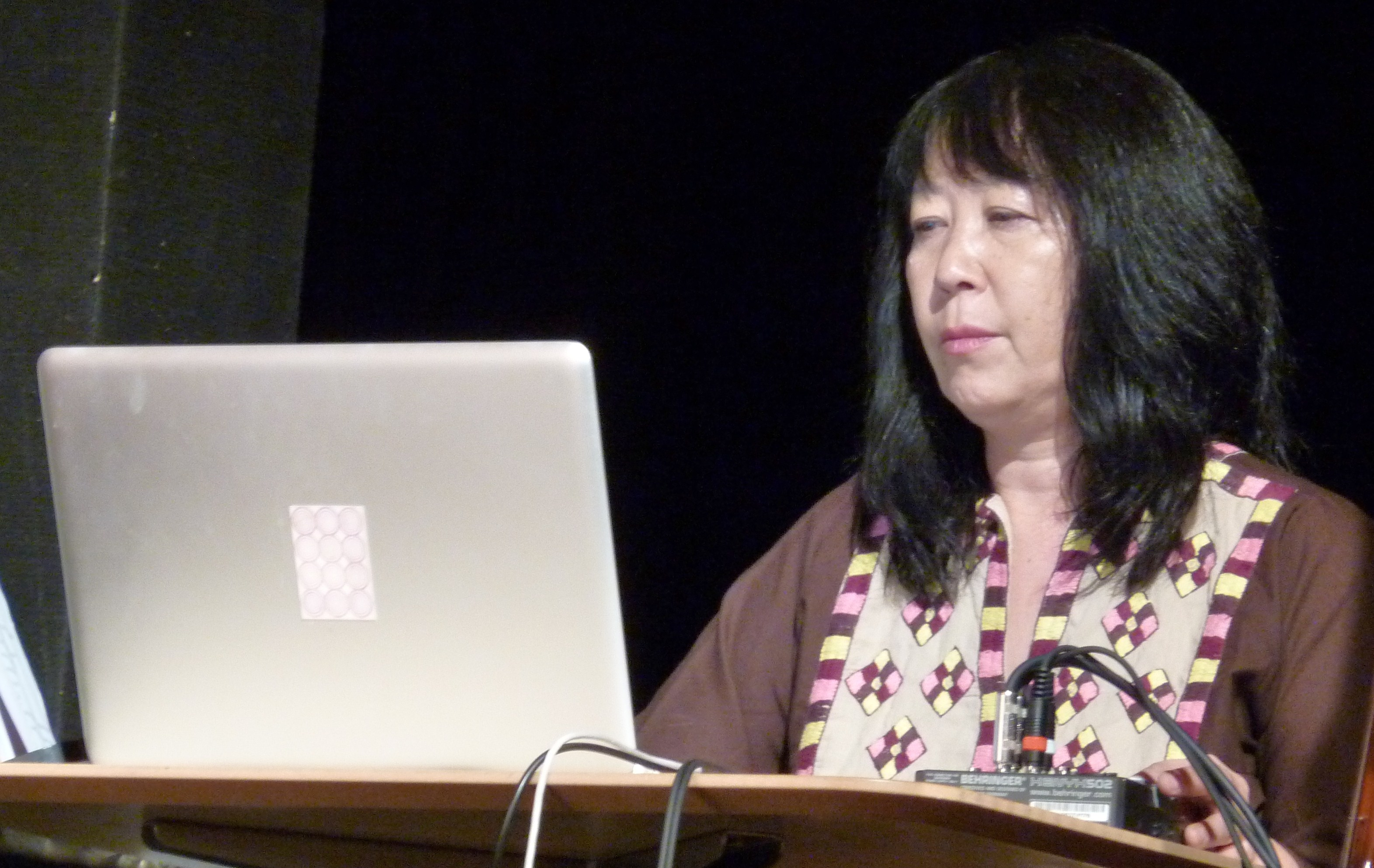
Ikue Mori (2009)

Ikue Mori (Japans: 森郁恵, Mori Ikue) (Tokio, 17 december 1953) is een Japanse drumster, componist en grafisch ontwerper. Ze is actief in de experimentele muziek en speelde onder meer met Arto Lindsay in de groep D.N.A. en gitarist Fred Frith.
Mori studeerde aan de Takabi Art School. Tijdens een bezoek aan New York in 1977 werd ze gegrepen door de muziekscene en bleef er tot op de dag van vandaag hangen. In die periode ging ze drums spelen en gaandeweg ontwikkelde ze een geheel eigen stijl. In 1978 richtte ze met Arto Lindsay en Robin Crutchfield de No Wave-groep D.N.A. op, die vrije improvisaties en noise in de vorm van rocksongs bracht. Daarna richtte ze enkele vrouwengroepen op. In de loop van de jaren werkte ze onder meer samen met John Zorn (onder meer in Electric Masada), Elliott Sharp, cellist Tom Cora, Zeena Parkins (het duo Phantom Orchard), zangeres Tenko en Rova Saxophone Quartet. In 1995 nam ze een album op met Marc Ribot en Robert Quine. Datzelfde jaar richtte ze met Fred Frith en Kato Hideki (van Ground Zero) het trio Death Ambient op, dat tot nu toe drie platen maakte. Hoewel ze in het begin drum speelde, ging ze later werken met drummachines. Sinds 2000 gebruikt ze een laptop. Ze ontleent vaak inspiratie aan de beeldende kunst (zoals het werk van Madge Gill en Yoshitoshi). Ze ontwerpt veel albumcovers voor het platenlabel Tzadik. In 1999 kreeg Mori de Prix Ars Electronica voor digitale muziek.

## Discografie
- Painted Desert, 1989
- Hex Kitchen, 1993
- Garden, 1996
- Byside, 1998
- One Hundred Aspects of the Moon, 2000
- Labyrinth, 2001
- Myrninerest, 2005
- Bhima Swarga, 2007